# Popis supruga vladara Mallorce
Ovaj članak sadrži popis supruga vladara Mallorce. 

## Kraljice Mallorce
- Violanta Ugarska – supruga Jakova I., aragonskoga kralja koji je osnovao Kraljevinu Mallorcu
- Esclarmonde de Foix – supruga Jakova II., kralja Mallorce
- Izabela Kastiljska (de facto)
- Marija Napuljska (Anžuvinska)
- Konstanca Aragonska – supruga Jakova III.

## Pogledajte također
- Jakov I. Aragonski
- Mallorca